# Nahovětvec

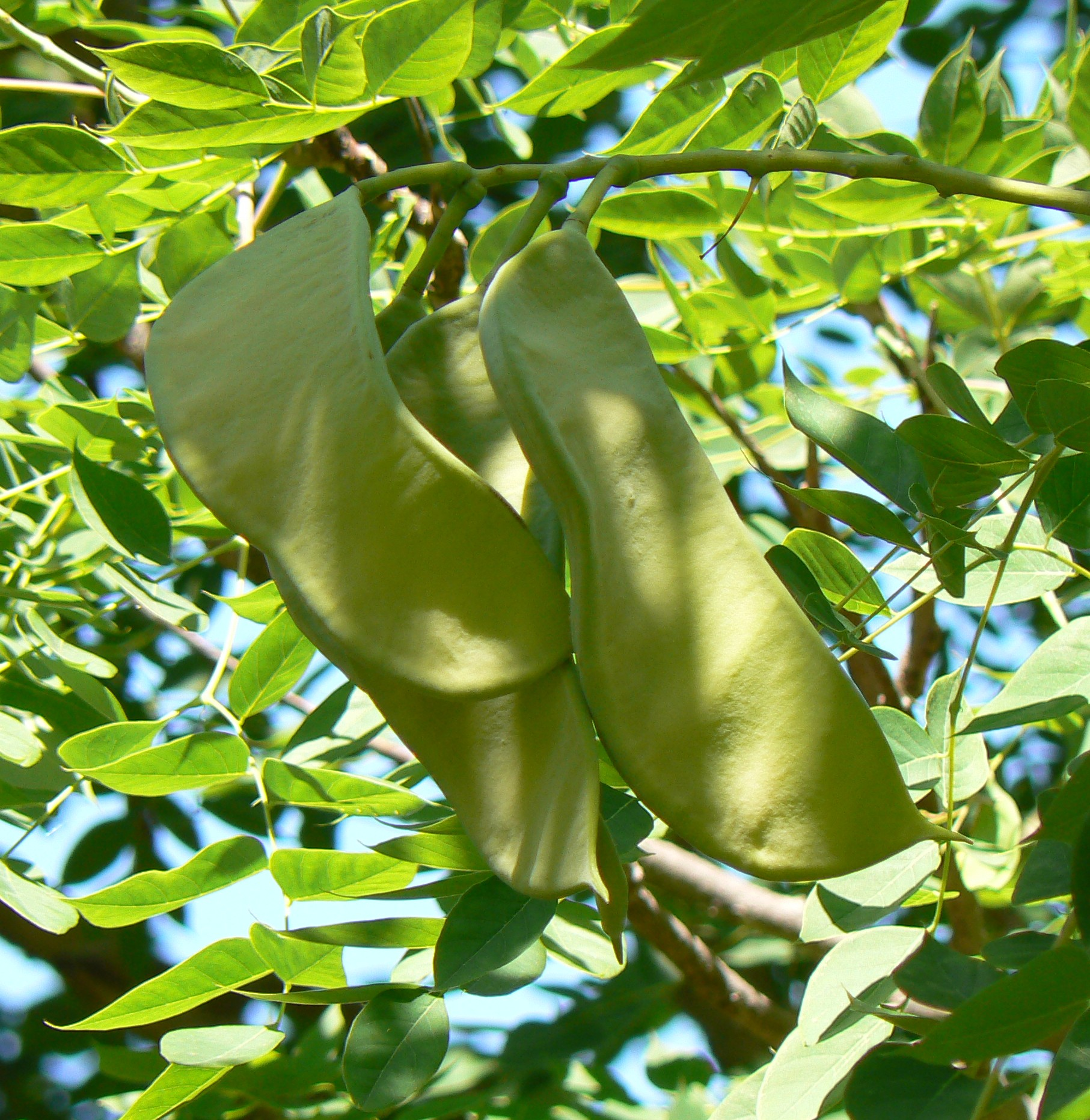
Větévka nahovětevce dvoudomého s nezralými lusky

Nahovětvec (Gymnocladus) je rod rostlin z čeledi bobovité (Fabaceae). Jsou to opadavé stromy s velkými dvakrát zpeřenými listy a nápadnými lusky. Pocházejí z jižní Asie a ze Severní Ameriky. V České republice je občas pěstován severoamerický nahovětvec dvoudomý.

## Popis
Nahovětevce jsou opadavé beztrnné stromy s tlustými větvemi, dorůstající výšky až 40 metrů. Borka je hrubá, hluboce brázditá. Listy jsou rozměrné, dvakrát zpeřené, složené z vejčitých, celokrajných, řapíčkatých lístků. Palisty jsou drobné, listovité a brzy opadavé. Stromy jsou dvoudomé (samčí a samičí), případně jsou na rostlině jednopohlavné i oboupohlavné květy. Květy jsou zelenavě bílé až purpurové, pravidelné, na dlouhých úzkých stopkách a nepřipomínají klasické motýlovité květy bobovitých. Samčí květy jsou uspořádány v krátkých vrcholových latách a je v nich nebo není přítomen zbytek semeníku, samičí květy jsou v protáhlých vrcholových hroznech a obsahují krátké sterilní tyčinky. V květech je vyvinuto terčovité receptákulum. Kalich je trubkovitý, zakončený 5 téměř stejně dlouhými, kopinatými, špičatými laloky. Koruna je složena ze 4 nebo 5 korunních lístků, je asi stejně dlouhá jako kalich nebo o něco delší. V samčích květech je 10 tyčinek které nepřesahují délku koruny, jsou volné, s tlustými nitkami, střídavě delší a kratší. Semeník v samičích a oboupohlavných květech je přisedlý nebo krátce stopkatý, se 7 nebo více vajíčky a krátkou tlustou čnělkou. Plodem je masivní plochý dřevnatý lusk pukající dvěma chlopněmi. Prostor mezi velkými okrouhlými semeny je vyplněn povidlovitou dužninou. Semena mají velmi tvrdé osemení.

## Rozšíření
Rod nahovětvec zahrnuje v závislosti na pojetí celkem 3 až 5 druhů. Nahovětvec dvoudomý pochází z východních oblastí Severní Ameriky, ostatní druhy jsou rozšířené v jižní Asii (Čína, Vietnam, Myanmar, sv. Indie ap.). V České literatuře jsou často uváděny pouze 2 druhy: nahovětvec dvoudomý a nahovětvec čínský.

## Zástupci
- nahovětvec čínský (Gymnocladus chinensis)
- nahovětvec dvoudomý (Gymnocladus dioicus)[7]

## Obsahové látky a jedovatost
Listy a dužnina plodů nahovětevce dvoudomého obsahují jedovatý alkaloid cytisin a byl zaznamenán případ úmrtí po požití většího množství dužniny. Lusky a kůra nahovětevce čínského obsahují saponiny.

## Význam
Nahovětvec dvoudomý je v České republice pěstován jako okrasná dřevina a parkový strom, nápadný zejména žlutým podzimním olistěním a samičí exempláře i velkými lusky. V zimním období vynikne koruna s tlustými řídkými větvemi. Je to atraktivní strom, který vynikne nejlépe jako solitéra. Jiný druh není z ČR uváděn.
Dřevo nahovětevce dvoudomého je těžké, tvrdé a středně snadno opracovatelné. Běl je zelenavě bílá, zatímco jádrové dřevo je třešňově červené. Je občas používáno na sloupy, železniční pražce, na stavbu mostů a zřídka i jako ozdobné dřevo do interiérů. Podobné využití má i dřevo nahovětevce čínského.
Pražená semena severoamerického nahovětevce dvoudomého byla v minulosti používána jako náhrada kávy. Saponiny z lusků a kůry nahovětevce čínského jsou používány k omývání jemných výrobků. Ze semen se spolu s dalšími ingrediencemi vyrábí mýdlo.

## Přehled druhů a jejich rozšíření
- Gymnocladus angustifolius - Vietnam
- Gymnocladus assamicus - severní Indie
- Gymnocladus burmanicus - severní Indie a Myanmar
- Gymnocladus chinensis - Čína a severní Indie
- Gymnocladus dioicus - Kanada a USA